# Babyloniske tal
Babylonierne anvendte et base-60 (eller sexagesimalt) positionelt talsystem som de havde fra Sumererne.

Et tal bliver så sammensat af ovenstående ciffer-symboler. Symbolafstanden for cifrene er større end symbolets grupper for tiere og énere.
Det sexagesimale talsystem lever stadig i dag i form af grader, minutter og sekunder i trigonometri og ved måling af tid.